# Eugen Trapezuntski
Sveti Eugen Trapezuntski (grčki Άγιος Ευγένιος) u pravoslavlju je svetac.
On je slavljen 21. siječnja.
Eugen i njegovi suputnici Kandid, Valerijan i Akila progonjeni su tijekom vladavine careva Rima Dioklecijana i Maksimijana. Skrivali su se u brdima, ali su otkriveni te dovedeni pred zapovjednika Licija. Na kraju su pogubljeni odrubljivanjem glave.
Carevi Trapezuntskog Carstva smatrali su Eugena svojim zaštitnikom.
Prema legendi, sam se Eugen ukazao sultanu Meliku kad je ovaj napao Trapezunt u doba Andronika I.
Na trapezuntskim se novčićima pojavljuje lik Eugena, a posvećen mu je bio i jedan manastir.